# Rita Passini
Margaretha Frida Rosalia Peppina Aloisia Passini dite Rita, ou Margarete Passini, née le 4 avril 1882 à Vienne et morte le 17 novembre 1976 à Graz, est une artiste peintre, céramiste murale et sgraffiteuse autrichienne.

## Biographie
Rita Passini est la nièce de Ludwig Passini et la petite-fille de Johann Nepomuk Passini (de). Elle prend ses premières leçons d'art auprès d'Ivana Kobilca à Sarajevo, et plus tard à Munich, Dachau et Karlsruhe d'Adolf Hölzel, Hans Müller et Max Feldbauer (de).
En 1902, elle s'installe à Graz comme cheffe du département des arts et métiers de l'École nationale des arts et métiers. Elle travaille comme céramiste en Italie à Florence, Venise et Capri, et en Espagne à Barcelone et Majorque. Elle effectue des dessins pour la firme Villeroy & Boch. Après 1931, elle entreprend des travaux de commande pour l'école supérieure des arts et métiers de Berlin. Elle réalise aussi des motifs muraux en céramique dans les casinos de la Luftwaffe allemande. Après 1945, elle retourne à Graz où elle s'établit comme artiste indépendante.
Elle influence la peintre Anny Dollschein (de), avec qui elle est liée d'amitié. Comme d'autres artistes de l'époque, Rita Passini participe à l'« aktion forum stadtpark » à Graz entre 1958 et 1960.
Son œuvre comprend des peintures à l'huile, des aquarelles, des dessins et des sculptures. À ses débuts, elle peint des portraits dans le style de la Sécession viennoise. Plus tard, son œuvre se diversifie : alternativement ou simultanément, ses motifs sont géométriques-abstraits, réalistes, mythologiques, décoratifs ou symboliques. Elle a aussi créé des objets liturgiques. La plupart de ses céramiques intégrées à des constructions ont été détruites pendant la Seconde Guerre mondiale.

## Distinctions
- 1917 : Prix d'État du graphisme[7]
- 1919 : Prix d'État autrichien de peinture[7]
- 1919 : Médaille d'argent de la ville de Graz[7]
- 1925 : Médaille de bronze à l'Exposition internationale des arts décoratifs et industriels modernes, Paris[7]
- 1931 : Prix d'État de la Céramique[3]

## Expositions notables
- 1912/1917/1918 : Association des artistes styriens[5]
- 1925 : Exposition Internationale des Arts Décoratifs et Industriels Modernes, Paris[7]
- 1931 : Musée universel de Joanneum, Graz[3]
- 1954 : Sécession de Graz[7]
- 1960 : Exposition spéciale à la Nouvelle Galerie du Musée universel de Joanneum de Graz[3]

## Mouvements artistiques
- Sécession Graz[5]
- Association des artistes de Graz[5]
- Association d'art styrien[5]
- Association des artistes visuels de Styrie[5]

## Publications
- (de) R. Passini, Keramik und Malerei, 1969[8].